# 6 헤베
6 헤베(6 Hebe)는 소행성대의 천체이며, 소행성대 전체 질량의 0.5 %를 차지하고 있는 소행성이다. 6 헤베는 고밀도이지만, 그 때문에 부피는 상위 20위에도 들지 못한다. 높은 밀도로 미루어봤을 때 헤베는 충돌을 받지 않은 단단한 고체로 구성되어 있음을 알 수 있다.
밝기에 있어선, 헤베는 소행성대에서 5번째로 밝은 소행성이고, 타이탄과 같은 밝기이며, 근일점 근처에선 7.5등급에 이른다.

## 발견
헤베는 1847년 7월 1일, 카를 루드비히 헨케가 발견한 여섯 번째 소행성이다. 헤베는 헨케가 두 번째이자 마지막으로 발견한 소행성이다. 헤베라는 이름은 가우스가 제안했다.

## 주 운석원
- 6 헤베의 모체는 H-콘드라이트 운석과 IIE형 운철로 이루어져 있었다고 추정된다. 이것은 지구를 때리는 운석의 40%가 이 운석임을 알려준다. 아래는 그 증거이다.[2]
- 헤베의 스펙트럼은 H-콘드라이트 60%와 IIE형 운철로 이루어져 있다.
- IIE형은 운철 중에서는 독특한 종류이고, 분해된 소행성의 핵의 파편이기 보다는, 충돌 후 용융으로 생기는 것으로 추정된다.
- IIE형 운철과 H-콘드라이트는 무기질과 산소 동위원소의 동비 대신에 같은 모체에서 온 것으로 추정된다.
- 보통 콘드라이트 운석과 비슷한 스펙트럼을 가지는 소행성은 아주 희귀하다.
- 6 헤베는 지구 궤도를 횡단하는 것들의 충돌로 인한 파편을 몰아내기에는 잘 배치되어있다. 비교적 낮은 속도( ~280 m/s)를 가진 산란물은 3:1 커크우드 간극 지역에 들어갈 수 있음과 더불어 근처의 {\displaystyle \nu _{6}\,\!} 영년공명을 할 수 있다.
- 궤도가 “잘 배치된” 소행성 중에서, 헤베는 가장 큰 소행성이다.
- 연구에서 기여자로의 역할을 할 만한 지구의 운석 흐름의 천체는 그 위치와 비교적 큰 크기 때문에 헤베가 목록 중 최고이다.[3]만약 헤베가 H-콘드라이트로 이루어져 있지 않다면, 헤베로부터의 운석은 어디서?[2]

## 위성
1977년 3월 5일, 헤베가 Kaffaljidhma(고래자리 감마성)를 가리는 엄폐 현상이 일어났다.(Kaffaljidham는 3등급 정도의 밝은 별이다.) 엄폐의 결과로, 헤베의 작은 위성이 보고됐다. 그 위성은 “Jebe"라고 붙여졌는데, 아직 관측으로 확인되지는 않았다.

6헤베의 궤도

## 참고 자료
- Yeomans, Donald K. “Horizons system”. NASA JPL. 2007년 3월 20일에 확인함. — Horizons can be used to obtain a current ephemeris

1. ↑  “The Brightest Asteroids”. 2007년 8월 13일에 원본 문서에서 보존된 문서. 2008년 5월 21일에 확인함.
2. 1 2  M. J. Gaffey & S. L. Gilbert Asteroid 6 Hebe: The probable parent body of the H-Type ordinary chondrites and the IIE iron meteorites, Meteoritics & Planetary Science, Vol. 33, p. 1281 (1998).
3. ↑  A. Morbidelli et al. Delivery of meteorites through the ν6 secular resonance, Astronomy & Astrophysics, Vol. 282, p. 955 (1994).
4. ↑  J. Torppa et al. Shapes and rotational properties of thirty asteroids from photometric data 보관됨 2015-11-06 - 웨이백 머신, Icarus, Vol. 164, p. 346 (2003).